# Вилафранка Сикула
Вилафранка Сикула (итал. Villafranca Sicula) је насеље у Италији у округу Агриђенто, региону Сицилија.
Према процени из 2011. у насељу је живело 1383 становника. Насеље се налази на надморској висини од 334 м.

## Становништво
| 1931. | 1936. | 1951. | 1961. | 1971. | 1981. | 1991. | 2001. | 2011. |
| ----- | ----- | ----- | ----- | ----- | ----- | ----- | ----- | ----- |
| 2.400 | 2.411 | 2.517 | 2.248 | 1.913 | 1.759 | 1.693 | 1.509 | 1.426 |